# 聖母醫護管理專科學校
天主教聖母醫護管理專科學校（St. Mary's Medicine Nursing and Management College）是一間位於臺灣宜蘭三星鄉的專科學校。原名私立聖母高級護理助產職業學校，由天主教靈醫會於1964年出資創辦。

## 創校緣起及創辦人

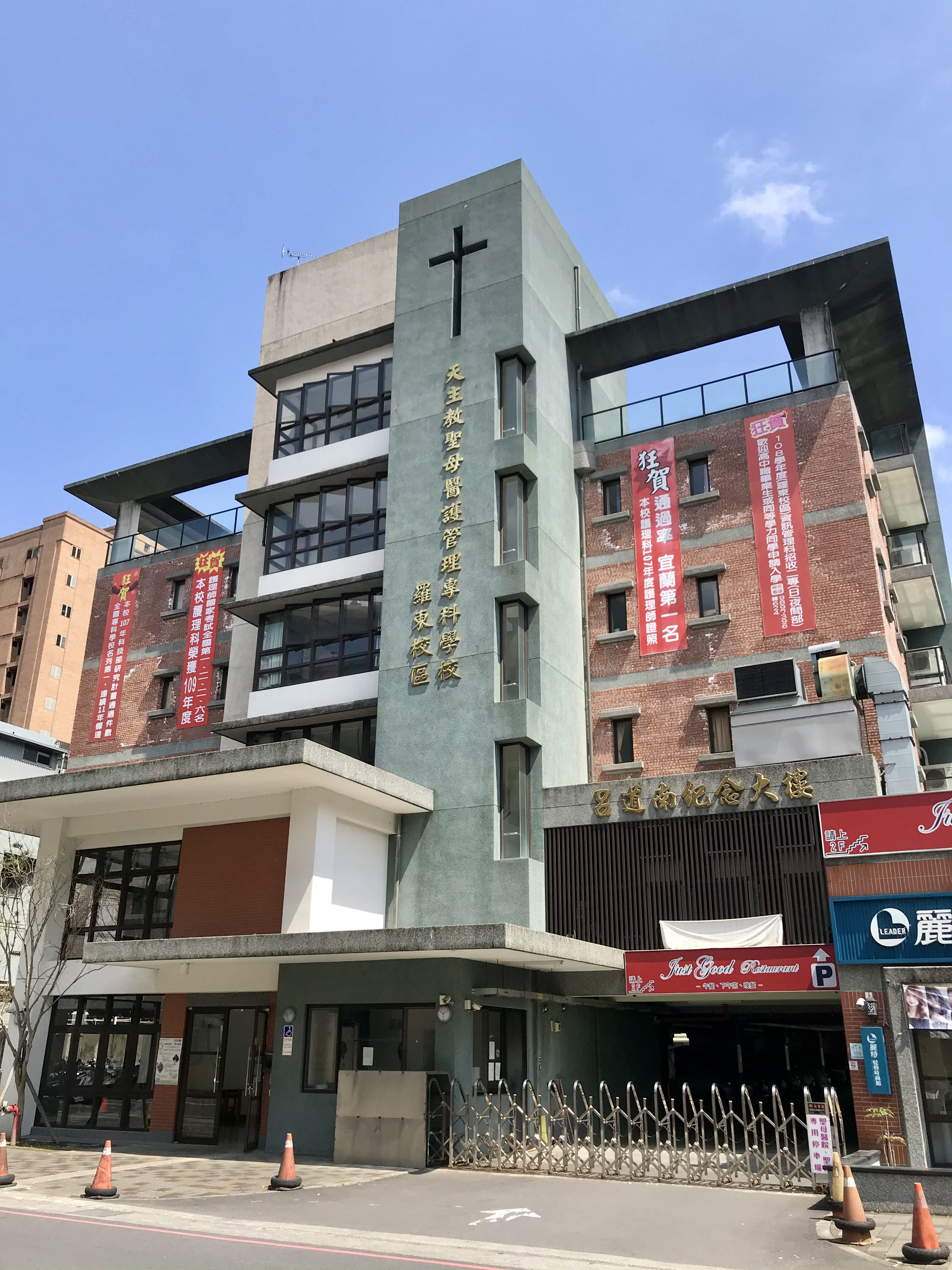
聖母護校羅東校區呂道南紀念大樓

1952年，天主教靈醫會選擇蘭陽平原為在臺灣行腳助人的第一個據點，並設置羅東聖母醫院。在醫療缺乏相當嚴重及護理人員極度欠缺的情況下，故於1964年籌設興辦「聖母護理職業學校」，校舍設於聖母醫院內並在院內實習。
2005年，教育部同意學校改制為專科學校，各種硬體建設也陸續完成，奠定現今之規模與基礎，學校在聖母董事會與校方之共同艱辛與努力下，逐漸完備。本校董事會奉教育部核定成立迄今，目前為第十二屆董事會，共有董事九人、監察人及董事會秘書各一人，專業顧問二人，歷任董事大多為無給職之天主教神職人員，對於學校無私奉獻與精神，實令人感佩。本校是由達神家神父（聖母護醫院第三任院長）、安惠民神父（心臟外科知名醫生）、梅崇德神父（聖母醫院第一任院長）暨陳成陽醫師在不屈不撓戮力奔走下，共同籌設而成（總計一千四百餘萬巨額建校經費來自愛心不分膚色國界的「西德公教慈善基金會和羅馬靈醫會總會」 ）。

## 歷任校長
| 任次 | 姓名   | 任期                                            |
| ---- | ------ | ----------------------------------------------- |
| 1    | 李建興 | 民國94年（2005年） － 民國97年（2008年）        |
| 2    | 陳建志 | 民國97年（2008年）－ 民國98年（2009年）8月      |
| 3    | 吳柏青 | 民國98年（2009年）9月 － 民國99年（2010年）10月 |
| 4    | 陳友倫 | 民國99年（2010年）11月 －民國103年（2014年）7月 |
| 5    | 許壬榮 | 民國103年（2014年）8月 －（2018年）7月          |
| 6    | 許壬榮 | 民國107年（2018年）8月 －（2022年）7月          |
| 7    | 陳立言 | 民國111年（2022年）8月 － 至今                  |

## 教學單位
- 護理科 （页面存档备份，存于）
- 幼兒保育科 （页面存档备份，存于）
- 資訊管理科 （页面存档备份，存于）
- 餐旅與休閒遊憩管理科 （页面存档备份，存于）
- 化妝品應用與管理科 （页面存档备份，存于）
- 牙體技術暨數位應用科
- 智慧科技長期照顧科

## 校友
- 小玉：台灣網紅，本名朱玉宸，因涉嫌製作換臉色情片被捕。

## 外部連結
- 聖母醫護管理專科學校 （页面存档备份，存于）

## 歷年日間部師生比及新生註冊率
- 112學年度日間部學生人數1468，專任老師人數73，日間部師生比20.11（學生數/老師數）。

- 112學年度新生註冊率67.34%。
- 113學年度新生註冊率60.93%。